# Юлия Кръстева
Юлия Стоянова Кръстева (на френски: Julia Kristeva) е френско-българска изследователка – психоаналитичка, лингвистка, семиотичка, философ и феминистка. Работата ѝ заема изключително важно място в постструктуралната мисъл и литературна критика. Тя е също известна писателка, като част от романите ѝ имат за тема България и Балканите.

## Биография
Юлия Кръстева е родена в Сливен на 24 юни 1941 г. Учи от малка френски език. Завършва френска филология в Софийския университет през 1964 г.
Със стипендия от френското правителство заминава за Париж през 1966 г. Оттогава живее във Франция и пише на френски, а в последно време също така понякога пише и кратки статии на английски.
Във Франция развива научна дейност, работи с Ролан Барт и Люсиен Голдман. Присъединява се към структуралистката литературно-философска група „Тел Кел“ и се жени за „нейния водач“ Филип Солерс.
Защитава докторат по семиология (1968) и държавен докторат по литература на лингвистична тема в Париж (1973). Професор по лингвистика в Парижкия университет става през 1974 г. Завършва обучение по психоанализа към 1979 г. Кръстева е атеистка.
Има огромен брой научни публикации и книги, много от които са преведени на други езици, между които: Semiotiké: recherches pour une sémanalyse (1969), La Révolution du langage poétique (1974), Polylogue (1977), Histoires d'amour (1983) и Colette (2004). Всички нейни научни трудове се издават на английски от издателството на Колумбийския университет в Ню Йорк (Columbia University Press).
Юлия Кръстева е професор в Парижкия университет Дени Дидро и има частна практика като психоаналитик. Редовно преподава в Колумбийския университет в Ню Йорк като гост-професор, където дели професорския стол по семиология с Умберто Еко и Цветан Тодоров, както и в Университета на Торонто и др. университети в Европа и САЩ. Тя е и изпълнителен секретар на Международната асоциация по семиология и член на много редакторски съвети. Юлия Кръстева е също член-кореспондент на Британската академия в секцията по хуманитарни и обществени науки от 2002 г.
През 2008 г. Кръстева основава международната награда „Симон дьо Бовоар“. Присъжда се на личности, които според журито са се отличили чрез художествена работа или действия за насърчаване на свободата на жените в света. Носителки на наградата са Аян Хирси Али и Таслима Насрин през 2008 г., колективът One Million Signatures for the Repeal of Discriminatory Laws през 2009 г., китайките Гуо Циянмей и Ай Сияомин през 2010 г., Людмила Улицка през 2011 г.

## Признание и отличия
Норвежкото правителство ѝ дава през 2004 г. Холбергова награда (считана за еквивалент на Нобелова награда за хуманитарни науки) за „новаторската работа, посветена на въпросите, които са разположени в пресечната точка между език, култура и литература“.
През април 1997 г. Кръстева получава Ордена на Почетния легион, сойто е сред престижните отличия във Франция. През 2021 г. за 80-ата ѝ годишнина е издигната в ранг на „велик офицер на Почетния легион“.
Юлия Кръстева е почетен доктор на много университети, между които: Университет на Западно Онтарио (1995), Харвардски университет (1999), Университет на Торонто (2000), Свободен университет в Брюксел (2000), Университет на Байройт (2000), New School University в Ню Йорк (2003), Софийски университет (31 май 2002 г.), Университет „Куин Мери“ в Лондон (2011), Университет на Буенос Айрес (2011), Университет на Хайфа (2014).

## Феминизъм
Кръстева прави популярното разделение на 3 вида феминизъм по идеология и исторически произход, което е широко употребявано днес. Това става в публикацията „Времето на жените“ в „Новите болести на душата“ (1993). С това разделение Кръстева отхвърля първите 2 вълни и се застъпва за третата. В чест на тази публикация на български се публикува сборник, озаглавен „Времето на жените“ (1997), в който статията е преведена на български.
Юлия Кръстева е нареждана сред основните теоретички на женското писане в рамките на литературния феминизъм. тя обаче открито критикува феминизма в трилогията „Женският гений“ (посветена на Хана Аренд, Мелани Клайн и Колет, публикувана от 1999 до 2002 г.) и се разграничава от феминистичните теории, като настоява върху неповторимостта на всеки субект.

## Критика
Роман Якобсон пише за Юлия Кръстева, че тя „има дарбата да поставя под въпрос общоприетите аксиоми.“
А в „Чужденката“ Ролан Барт пише текст, посветен на нея: „Юлия Кръстева промени мястото на нещата: тя винаги унищожава последните предразсъдъци. Нейната работа е изцяло нова, точна не от позицията на научното пуританство, а защото, заемайки цялото пространство, тя се нарежда на място, изпълва го с точност и задължава всеки, който не я приема, да се намери в позицията на отблъснат или на цензор.“
Hякои от критиците на Юлия Кръстева атакуват нейните теории, които са стъпили върху сексуалността и по-конкретно хомосексуалността, за да я направят основа на поетическия език или майчиното желание. Най-силна критика към аргументацията на Кръстева отправя феминистката Джудит Бътлър в книгата си „Безпокойства около родовия пол“. Джулиана де Ной посочва, че Кръстева е буквално „охулена“ за нейните „изключително правоверни психоаналитични възгледи, подкрепящи режима на задължителната хетеросексуалност“ (виж хетеронормативност), а Елизабет Грос казва, че „единствената категория на любовта, липсваща в „Истории за любовта“, е любовта на жена към жена“.
Сред нейните критици са също така професорите по математика и физика Алън Сокал и Жан Брикмон, които в книгата „Модерни глупости“, която е критика извън адекватния контекст на постмодернизма и по тази причина е намирана за несериозна от постмодерните философи като Дерида, посочват 3 статии на Кръстева с употреба на математични термини, целящи според професорите да впечатлят читателя. Те например критикуват Кръстева, че е цитирала математическата теория на множествата в своя статия.
През 2018 г. Комисията по досиетата огласява, че от 1971 г. Юлия Кръстева е сътрудник на „Държавна сигурност“ под псевдоним „Сабина“. В Туитър и на официалния си сайт Кръстева отрича да е била агент на ДС или на която и да е друга служба; същото казва и нейният адвокат пред френския в. „Монд“. Съобщението от Комисията по досиетата получава голям обществен отзвук.

### Теория
Литературознание и лингвистика
- Le Langage, cet inconnu. Une initiation à la linguistique, SGPP, 1969 (под името Julia Joyaux; преизд. Seuil, Points n° 125, 1981).
- Semeiotikê. Recherches pour une sémanalyse, Seuil, 1969.
- Le Texte du roman. Approche sémiologique d’une structure discursive transformationnelle, La Haye, Mouton, 1970.
- La Traversée des signes (авторски колектив), Seuil, 1975.
- Polylogue, Seuil, 1977.
- La Révolution du langage poétique. L'avant-garde à la fin du XIX, Lautréamont et Mallarmé, 1985.
- Le Temps sensible. Proust et l'expérience littéraire, Gallimard, 1994, Folio Essais, 2000.
- Dostoïevski (сборник статии и студии), Buchet/Chastel, 2020.

Друга есеистика и теоретични изследвания
- Des Chinoises, Des Femmes, 1974; преизд. Pauvert, 2001.
- Folle Vérité (авторски колектив), 1979.
- Pouvoirs de l'horreur. Essai sur l'abjection, Seuil, 1980.
- Histoires d'amour, Denoël, 1983.
- Au commencement était l'amour. Psychanalyse et foi, Textes du XX, Hachette, 1985.
В началото бе любовта. Психоанализа и вяра. Превод от френски Ирена Кръстева. София: Критика и хуманизъм, 1992, 64 с.
- Soleil noir. Dépression et mélancolie, Gallimard, 1987.
Черно слънце. Депресия и меланхолия. София: Оксиарт, 2008, 272 с. ISBN 978-954-704-020-5
- Étrangers à nous-mêmes, Fayard, 1988, ISBN 2-213-02177-5
- Les Nouvelles Maladies de l'âme, Fayard, 1993, ISBN 2-213-02961-X
- Sens et non-sens de la révolte, Fayard, 1996.
- La Révolte intime, Fayard, 1997.
- L’Avenir d’une révolte, Calmann-Lévy, 1998.
- Visions Capitales, Réunion des Musées Nationaux, 1998, преизд. Éditions de la Martinière, 2013.
- Contre la dépression nationale, entretiens avec Ph. Petit, Textuel, 1998.
- Le Féminin et le Sacré, avec Catherine Clément, Stock, 1998.
- Le Génie féminin
  - tome 1: Hannah Arendt, Fayard, 1999
  - tome 2: Melanie Klein, éd. Gallimard-folio, 2003, ISBN 2-07-042739-0
  - tome 3: Colette, Fayard, 2002.
- Au risque de la pensée, Éditions de l'Aube, 2001.
- Micropolitique, Éditions de l'Aube, 2001.
- Chroniques du temps sensible, Éditions de l'Aube, 2003.
- La Haine et le Pardon, Fayard, 2005.
- Seule, une femme, Éditions de l'Aube, 2007.
- Cet incroyable besoin de croire, Bayard, 2007.
- Leur regard perce nos ombres, в съавторство с Jean Vanier, Fayard, 2011 ISBN 978-2-213-65469-0
- Pulsions du temps, Fayard, 2013. ISBN 978-2-213-67083-6
- Beauvoir présente, Fayard, 2016

### Романи
- Les Samouraïs, 1990.
Самураите, 1990 (автобиографичен)
- Le Vieil Homme et les Loups, 1991.
Старецът и вълците. Превод от френски Елена Константинова. София: Хемус, 1993, 172 с. ISBN 954-428-033-2
- Possessions, 1996.
Обладаване. Превод от френски Нина Венова. София: Хемус, 1998, 238 с. ISBN 954-428-139-8
- Meurtre à Byzance, 2004.
Убийство във Византия. Превод от френски Албена Стамболова. София: Сиела, 2005, 276 с. ISBN 954-649-799-1
- Thérèse mon amour, récit, Fayard, 2008.
- L’Horloge enchantée, Fayard, 2015.

### За Юлия Кръстева
- Irene Ivantcheva-Merjanska, Ecrire dans la langue de l'autre. Assia Djebar et Julia Kristeva. Paris: L'Harmattan, 2015.
- Миглена Николчина, Смисъл и майцеубийство. Прочит на Вирджиния Улф през Юлия Кръстева, 1997
- Kelly Oliver, Reading Kristeva. Unraveling the Double-bind. Bloomington, Indiana University Press, 1983
- Toril Moi, The Kristeva Reader, Columbia University Press, 1989
- John Lechte, Julia Kristeva. London, New York, Routledge, 1990 (Coll. „Critique of the twentieth century“)
- Jennifer Radden, The Nature of Melancholy: From Aristotle to Kristeva, Oxford University Press, 2000.
- Megan Becker-Leckrone, Julia Kristeva And Literary Theory, Palgrave Macmillan, 2005.
- Sara Beardsworth, Julia Kristeva, Psychoanalysis and Modernity, Suny Press, 2004. (2006 Goethe Award for Psychoanalytic Scholarship for the best book published in 2004)
- Kelly Ives, Julia Kristeva: Art, Love, Melancholy, Philosophy, Semiotics and Psychoanalysis, Crescent Moon Publishing Édition, 2010.
- Kelly Oliver, Ethics, Politics, and Difference in Julia Kristeva's Writing, Routledge Édition, 1993.
- John Lechte, Maria Margaroni, Julia Kristeva: Live Theory , Continuum International Publishing Group Ltd, 2005
- Anna Smith, Julia Kristeva: Readings of Exile and Estrangement, Palgrave Macmillan, 1996.
- David Crownfield, Body/Text in Julia Kristeva: Religion, Women, and Psychoanalysis, State University of New York Press, 1992
- Inge Suchslan, Julia Kristeva. Zur Einführung. Hamburg 1992
- Kelly Oliver (ed.), The Portable Kristeva. New York, Columbia University Press, 1997
- Kathleen O'Grady (ed.), Julia Kristeva: A Bibliography of Primary and Secondary Sources in French and English, 1966 – 1996, (?) 1997 (110 стр.) ISBN 0-912632-68-2
- Алан Сокал/Alan Sokal/Jean Bricmont: Impostures Intellectuelles (Интелектуални мошеници), Paris 1997 ISBN 2-253-94276-6